# Campylaspis glabra
Campylaspis glabra är en kräftdjursart som beskrevs av Sars 1878. Campylaspis glabra ingår i släktet Campylaspis och familjen Nannastacidae. Arten är reproducerande i Sverige. Inga underarter finns listade i Catalogue of Life.

## Bildgalleri

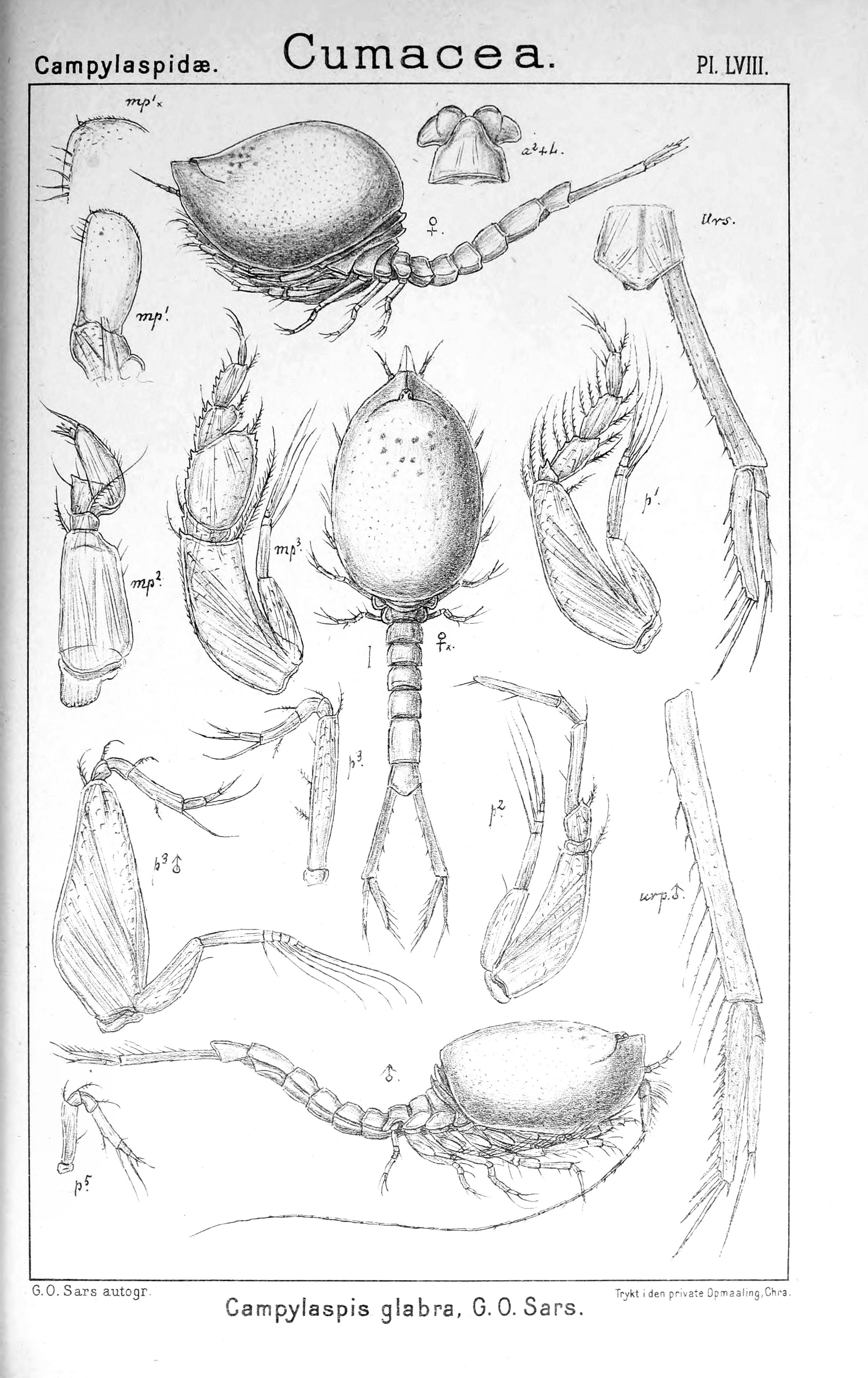